# Zavarovano območje Jungfrau-Aletsch
Zavarovano območje Jungfrau-Aletsch (uradno Swiss Alps Jungfrau-Aletsch) se nahaja na jugozahodu Švice med kantonoma Bern in Valais. To je gorato območje na vzhodnem delu Bernskih Alp, ki obsega severno steno Jungfrau in Eigerja, in največje ledeniško območje v zahodni Evraziji, ki obsega ledenik Aletsch (nemško Aletschgletscher ali Veliki ledenik Aletsch Grosser Aletschgletscher). Zavarovano območje Jungfrau-Aletsch je prva lokacija naravne svetovne dediščine v Alpah vpisana na UNESCO-v seznam leta 2001. 

## Geografija
Zavarovano območje Jungfrau-Aletsch se nahaja v švicarskih Alpah med Bernskim višavjem in severovzhodnim Valaisom, približno 25 km južno od Interlakna in 20 km severno od Briga. Območje zajema celoten geološki Aarmasiv od jezera Oeschinen (Oeschinensee) na zahodu do jezera Grimsel (Grimselsee) (ni del območja) na vzhodu, vključno porečja ledenikov Aletsch, Fiesch, ledeniki, ki napajajo reko Aare in ledenik Grindelwald.
Najvišji vrh območja je Finsteraarhorn, ki je s svojimi 4270 metri najvišja gora v Bernskih Alpah. 8 ostalih vrhov nad 4000 metrov v območju so: Aletschhorn, Jungfrau, Mönch, Schreckhorn, Gross Fiescherhorn, Hinter Fiescherhorn, Grünhorn in Lauteraarhorn.
Greben ki ločuje kantona Valais in Bern je glavni greben povodja Evrope. Doline na severni strani odtekajo proti severu pod prepadnimi 20 kilometrov dolgimi severnimi stenami Jungfrau, Mönch in Eiger, od tam v Aare, ki je pritok Rena, ki teče v Severno morje. Južne doline odtekajo v južni smeri proti zahodu v dolino Rone, ki se izliva v Sredozemsko morje.
Podnebje v regiji je močno odvisno od višine gora. Te tvorijo pregrado med mokrim sub-oceanskim podnebjem na severu in suhim podnebjem na jug obrnjenih pobočij Valaisa. Na severni strani padavine presegajo 2200 mm, največ jih je v poletnih mesecih, na južni strani pa  le 1000 mm, največ v zimskem času. Valais ima subkontinentalno podnebje pri nizkih in srednjih nadmorskih višinah in je izrazito semiaridno. Srednje letne temperature se gibljejo od -8.5 ° C na Jungfraujoch (3500 m) do 9.1 ° C v Brigu (700 m).

## Fizične lastnosti
Območje Jungfrau-Aletsch je skoraj nedotaknjeno, razen planinskih poti in planinskih koč. Je močno poledenelo. Približno polovica območja je višja od 2600 metrov, le nekaj sto metrov nižje od meje med akumulacijo ledenikov in območjem ablacije (proces izginjanja ledu ali snega zaradi topljenja, izparevanja, sublimacije, deflacije ali trganja ledenih bregov). Celotna površina ledenikov je 35.000 hektarjev in predstavlja največjo strnjeno površino ledu v Alpah. Največji in najdaljši ledenik v Alpah je ledenik Aletsch, ki je dolg 23 km in ima največjo debelino 900 metrov na Konkordiaplatz.

### Območje
Zavarovano območje zajema 82.388 ha, ki obsega 53.888 ha obstoječe svetovne dediščine plus razširitev na obeh koncih v velikosti 28.500 ha. 56% je v kantonu Valais, 44% v kantonu Bern.

## Flora in favna
Ledeniki in nerodovitne kamnine predstavljajo 80% površine; 6% je gozda, 5,2% je alpskih travnikov in 8% je grmičevja. Nadmorska višina je najmočnejši dejavnik, ki vpliva na razširjenost in raznolikost vegetacije. V imenovanem prostoru je 1.800 vrst višjih (vaskularnih) rastlin in 700 mahov. Rastno obdobje pada z višino, vendar pa obstaja 529 vrst cvetnic in praprotnic nad gozdno mejo. Širokolistni gorski gozd sega od 900 m do 1.300 m na severnih pobočjih. Na južnih pobočjih na istem območju približno 200 m višje. Subalpinska cona leži med 1300 m do 2000 m, med širokolistnim in alpskim območjem. Značilne vrste so cemprin (Pinus cembra) in navadna smreka (Picea abies) na severni in južni strani. Primer gozda cemprina je gozd Aletsch nad ledenikom Aletsch in blizu gozdne meje. Razvil se je na ledeniški moreni po njegovem maksimumu leta 1850. Območje neposredno nad gozdno mejo tvori pas močvirske vegetacije in alpskih travnikov.
1.250 živalskih vrst so zabeležili v območju, vključno 271 vretenčarjev: 42 sesalcev, 99 ptičev, 8 plazilcev, 4 dvoživke, 7 rib, 97 mehkužcev in 979 insektov. Kot v preostalih delih Alp je pogosta vrsta gams (Rupicapra rupicapra), alpski kozorog (Capra ibex), navadni jelen (Cervus elaphus). Manjši sesalci so planinski zajec (Lepus timidus), navadna lisica (Vulpes vulpes), velika podlasica (Mustela erminea), alpski svizec (Marmota marmota) in znova naseljeni ris (Lynx lynx).

## Turizem
Bernsko višavje v kantonu Bern in Valais sta priljubljeni turistični destinaciji že od 19. stoletja. Jungfrau je bila prvič osvojena leta 1811 in Finsteraarhorn leta 1812. Prvi turisti so prišli predvsem v poletnih mesecih, že leta 1930 pa so postali priljubljeni tudi zimski športi. Severno stran obiskovalci lahko obiščejo s pomočjo Jungfrauske železnice, ki vodi do sedla Jungfraujoch (3454 m), dalje pa se lahko povzpnejo na Mönch in Jungfrau. Proga je bila zgrajena med letoma 1870 in 1912, nanjo obiskovalci vstopijo na postajališču Kleine Scheidegg (2061 m) do koder prav tako pripelje železnica. Na južni strani je območje Riederalp-Bettmeralp, ke ji prav tako zelo obiskano. Drugi naseljeni območji sta še Kandersteg in Lötschental. Mreža pešpoti je dobro razvita po okolici zavarovanega območja, ne pa tudi skozenj; center je nedostopen za pohodnike. Na osrednje območje lahko dostopajo le izkušeni planinci, kjer najdejo 37 zavetišč in pet planinskih koč s skupno 1582 ležišč, ki jih upravlja švicarska planinska zveza (nemško Schweizer Alpen-Club, francosko Club Alpin Suisse, italijansko Club Alpino Svizzero, retoromansko Club Alpin Svizzer). Ekološki center Aletsch v Riederalpu ima vlogo Pro Natura (Pro Natura, ustanovljena leta 1909 v Baslu, kot švicarska zveza za varstvo narave, je najstarejša okoljska organizacija v Švici) kot center za obiskovalce.

## Zgodovina
- 1933: Zaščito Aletsch gozda prevzame kanton Valais
- 1960: Kanton Bern sprejme zaščito zgornje doline Lauterbrunnen
- 1983: Bernske Alpe so vključene na Zvezni seznam pokrajin in naravnih spomenikov, z revizijo območja v letu 1998
- 2001: Območje je vpisana na seznam Unescove svetovne dediščine pod imenom Jungfrau-Aletsch-Bietschhorn
- 2007: Razširitev območja, novo ime Swiss Alps Jungfrau-Aletsch